# Strade Bianche 2016
De Italiaanse wielerwedstrijd Strade Bianche werd in 2016 gehouden op 5 maart. De start en finish vonden in Siena plaats. Fabian Cancellara won voor de derde keer bij de mannen, Elizabeth Armitstead won de wedstrijd bij de vrouwen.

## Mannen
De wedstrijd was bij de mannen aan zijn 10e editie toe en maakte deel uit van de UCI Europe Tour 2016, in de categorie 1.HC. De Zwitser Fabian Cancellara, die de koers na 2008 en 2012 voor de derde keer won, volgde de Tsjech Zdeněk Štybar op de erelijst op.

### Deelnemende ploegen
| WorldTour          | ProContinentaal       | Nationaal |
| ------------------ | --------------------- | --------- |
| AG2R La Mondiale   | Androni-Sidermec      | Spanje    |
| Astana Pro Team    | Bardiani CSF          |           |
| BMC Racing Team    | CCC Sprandi Polkowice |           |
| Etixx-Quick Step   | Nippo-Vini Fantini    |           |
| Lampre-Merida      | Team Novo Nordisk     |           |
| Team LottoNL-Jumbo | Southeast             |           |
| Lotto Soudal       | Team Colombia         |           |
| Movistar Team      | UniSA-Australia       |           |
| Orica GreenEDGE    |                       |           |
| Team Sky           |                       |           |
| Tinkoff            |                       |           |
| Trek-Segafredo     |                       |           |

### Uitslag
| Strade Bianche 2016 |                      |                    |          |
| Plaats              | Naam                 | Ploeg              | Tijd     |
| Winnaar             | Fabian Cancellara    | Trek-Segafredo     | 4u39'35" |
| 2                   | Zdeněk Štybar        | Etixx-Quick Step   | z.t.     |
| 3                   | Gianluca Brambilla   | Etixx-Quick Step   | + 4"     |
| 4                   | Peter Sagan          | Tinkoff            | + 13"    |
| 5                   | Petr Vakoč           | Etixx-Quick Step   | + 34"    |
| 6                   | Greg Van Avermaet    | BMC Racing Team    | + 37"    |
| 7                   | Diego Ulissi         | Lampre-Merida      | + 41"    |
| 8                   | Tiesj Benoot         | Lotto Soudal       | z.t.     |
| 9                   | Lars Petter Nordhaug | Team Sky           | z.t.     |
| 10                  | Alejandro Valverde   | Movistar Team      | + 50"    |
| 11                  | Jakob Fuglsang       | Astana Pro Team    | + 52"    |
| 12                  | Brent Bookwalter     | BMC Racing Team    | + 1'53"  |
| 13                  | Jay McCarthy         | Tinkoff            | + 2'02"  |
| 14                  | Daniel Oss           | BMC Racing Team    | z.t.     |
| 15                  | Vincenzo Nibali      | Astana Pro Team    | z.t.     |
| 16                  | Giovanni Visconti    | Movistar Team      | + 2'22"  |
| 17                  | Bob Jungels          | Etixx-Quick Step   | + 2'24"  |
| 18                  | Gianni Moscon        | Team Sky           | + 2'25"  |
| 19                  | Matteo Trentin       | Etixx-Quick Step   | z.t.     |
| 20                  | Michał Kwiatkowski   | Team Sky           | z.t.     |
|                     |                      |                    |          |
| 22                  | Robert Gesink        | Team LottoNL-Jumbo | + 2'26"  |

## Vrouwen
De wedstrijd was bij de vrouwen aan zijn tweede editie toe en maakte deel uit van de UCI Women's World Tour 2016, in de categorie 1.WWT. De Britse wereldkampioene Elizabeth Armitstead won en was daarmee de eerste leider in de eerste World Tour voor vrouwen.

### Deelnemende ploegen
| UCI Women's World Tour     | UCI Women's World Tour          |
| -------------------------- | ------------------------------- |
| Alé Cipollini              | Liv-Plantur                     |
| Aromitalia Vaiano          | Lotto Soudal Ladies             |
| Astana Women's Team        | Orica-AIS                       |
| BePink                     | Parkhotel Valkenburg            |
| Boels Dolmans Cycling Team | Poitou-Charentes.Futuroscope.86 |
| BTC City Ljubljana         | Rabobank-Liv Woman              |
| Canyon-SRAM                | S.C. Michela Fanini Rox         |
| Cervélo-Bigla              | Servetto Footon                 |
| Cylance Pro Cycling        | Team Tibco                      |
| Hitec Products             | Top Girls Fassa Bortolo         |
| Inpa-Bianchi               | Wiggle High5                    |
| Lensworld.eu - Zannata     |                                 |

### Uitslag
| Plaats  | Naam                   | Ploeg               | Tijd     |
| ------- | ---------------------- | ------------------- | -------- |
| Winnaar | Elizabeth Armitstead   | Boels Dolmans       | 3u30'13" |
| 2       | Katarzyna Niewiadoma   | Rabobank-Liv Woman  | + 3"     |
| 3       | Emma Johansson         | Wiggle High5        | + 13"    |
| 4       | Elisa Longo Borghini   | Wiggle High5        | + 1'04"  |
| 5       | Anna van der Breggen   | Rabobank-Liv Woman  | + 1'07"  |
| 6       | Megan Guarnier         | Boels Dolmans       | z.t.     |
| 7       | Annemiek van Vleuten   | Orica-AIS           | + 1'13"  |
| 8       | Claudia Lichtenberg    | Lotto Soudal Ladies | + 1'17"  |
| 9       | Lauren Kitchen         | Hitec Products      | + 1'21"  |
| 10      | Leah Kirchmann         | Team Liv-Plantur    | z.t.     |
| 11      | Pauline Ferrand-Prevot | Rabobank-Liv Woman  | + 1'23"  |
| 12      | Jolanda Neff           | Servetto Footon     | z.t.     |
| 13      | Małgorzata Jasińska    | Alé Cipollini       | + 1'29"  |
| 14      | Danielle King          | Wiggle High5        | z.t.     |
| 15      | Shara Gillow           | Rabobank-Liv Woman  | + 1'32"  |
| 16      | Amanda Spratt          | Orica-AIS           | + 1'36"  |
| 17      | Shelley Olds           | Cylance Pro Cycling | + 1'45"  |
| 18      | Christine Majerus      | Boels Dolmans       | + 3'19"  |
| 19      | Roxane Knetemann       | Rabobank-Liv Woman  | z.t.     |
| 20      | Tiffany Cromwell       | Canyon-SRAM         | z.t.     |
|         |                        |                     |          |
| 54      | Anisha Vekemans        | Lotto Soudal Ladies | + 14'03" |

2007 · 2008 · 2009 · 2010 · 2011 · 2012 · 2013 · 2014 · 2015 · 2016 · 2017 · 2018 · 2019 · 2020 · 2021 · 2022 · 2023 · 2024 · 2025
Etappewedstrijden

 Ster van Bessèges · 
 Ronde van Valencia · 
 La Méditerranéenne · 
 Ronde van de Algarve · 
 Ruta del Sol · 
 Ronde van de Haut-Var · 
 Ronde van de Provence · 
 Driedaagse van West-Vlaanderen · 
 Internationale Wielerweek · 
 Internationaal Wegcriterium · 
 Driedaagse van De Panne-Koksijde · 
 Ronde van de Sarthe · 
 Ronde van Castilië en León · 
 Ronde van Trentino · 
 Ronde van Kroatië · 
 Ronde van Turkije · 
 Ronde van Yorkshire · 
 Ronde van Asturië · 
 Ronde van Azerbeidzjan · 
 Vierdaagse van Duinkerke · 
 Ronde van Madrid · 
 Ronde van Picardië · 
 Ronde van Cova da Beira · 
 Ronde van Noorwegen · 
 World Ports Classic · 
 Ronde van België · 
 Ronde van Estland · 
 Ronde van Luxemburg · 
 Boucles de la Mayenne · 
 Ster ZLM Toer · 
 Ronde van Slovenië · 
 Ronde van Oostenrijk · 
 Sibiu Cycling Tour · 
 Ronde van Rhône Alpes-Valromey · 
 Ronde van Wallonië · 
 Ronde van Denemarken · 
 Ronde van Portugal · 
 Ronde van Burgos · 
 Ronde van Gévaudan Languedoc-Roussillon · 
 Ronde van de Ain · 
 Ronde van Tsjechië · 
 Arctic Race of Norway · 
 Ronde van de Limousin · 
 Ronde van Poitou-Charentes · 
 Tour des Fjords · 
 Ronde van Groot-Brittannië · 
 Ronde van Toscane · 
 Eurométropole Tour
Eendaagse wedstrijden

 Trofeo Felanitx-Ses Salines-Campos-Porreres · 
 Trofeo Pollença-Port de Andratx · 
 Trofeo Serra de Tramuntana · 
 Trofeo Playa de Palma-Palma · 
 GP La Marseillaise · 
 Grote Prijs van de Etruskische Kust · 
 Ronde van Murcia · 
 Clásica de Almería · 
 Trofeo Laigueglia · 
 Omloop Het Nieuwsblad · 
 Classic Sud Ardèche · 
 GP Lugano · 
 Kuurne-Brussel-Kuurne · 
 La Drôme Classic · 
 Le Samyn · 
 Strade Bianche · 
 GP Industria & Artigianato · 
 Ronde van Drenthe · 
 Nokere Koerse · 
 GP Nobili Rubinetterie · 
 Handzame Classic · 
 Classic Loire-Atlantique · 
 Grote Prijs van Cholet-Pays de Loire · 
 Dwars door Vlaanderen · 
 Route Adélie de Vitré · 
 Grote Prijs Miguel Indurain · 
 Volta Limburg Classic · 
 Ronde van La Rioja · 
 Parijs-Camembert · 
 Scheldeprijs · 
 Klasika Primavera · 
 Brabantse Pijl · 
 GP Denain · 
 Ronde van de Finistère · 
 Ronde van de Apennijnen · 
 Tro-Bro Léon · 
 La Roue Tourangelle · 
 Rund um den Finanzplatz Eschborn-Frankfurt · 
 Velothon Wales · 
 Grote Prijs van de Somme · 
 Grote Prijs van Plumelec · 
 Boucles de l'Aulne  · 
 Velothon Berlin · 
 GP Kanton Aargau · 
 Ronde van Keulen · 
 Ronde van Limburg · 
 Velothon Copenhagen · 
 Halle-Ingooigem · 
 GP Cerami · 
 Velothon Stuttgart · 
 Prueba Villafranca de Ordizia · 
 Rad am Ring · 
 Circuito de Getxo · 
 RideLondon Classic · 
 Polynormande · 
 Dwars door het Hageland · 
 Arnhem-Veenendaal Classic · 
 GP Jef Scherens · 
 GP Stad Zottegem · 
 Druivenkoers Overijse · 
 Schaal Sels · 
 Brussels Cycling Classic · 
 GP Fourmies · 
 Velothon Stockholm · 
 Ronde van de Doubs · 
 GP van Wallonië · 
 Coppa Bernocchi · 
 Coppa Agostoni · 
 Kampioenschap van Vlaanderen · 
 Grote Prijs Impanis-Van Petegem · 
 Memorial Marco Pantani · 
 GP van Isbergues · 
 GP Industria & Commercio di Prato · 
 Coppa Sabatini · 
 Ronde van Emilia · 
 Duo Normand · 
 GP Beghelli · 
 Ronde van de Drie Valleien · 
 Milaan-Turijn · 
 Ronde van Piemonte · 
 Ronde van de Vendée · 
 Ronde van het Münsterland · 
 Binche-Chimay-Binche · 
 Parijs-Bourges · 
 Parijs-Tours · 
 Nationale Sluitingsprijs
 Strade Bianche ·
 Ronde van Drenthe ·
 Trofeo Alfredo Binda-Comune di Cittiglio ·
 Gent-Wevelgem ·
 Ronde van Vlaanderen ·
 Waalse Pijl ·
 Ronde van Chongming ·
 Ronde van Californië ·
 Philadelphia International Cycling Classic ·
 The Women's Tour ·
 Ronde van Italië voor vrouwen ·
 La Course by Le Tour de France ·
 RideLondon Classic ·
 Open de Suède Vårgårda ·
 Bretagne Classic ·
 La Madrid Challenge by La Vuelta